# Championnat de Belgique de football de deuxième division 1976-1977
Navigation
saison précédente saison suivante
Le Championnat de Belgique de football de Division 2 1976-1977 est la 60e édition du championnat de deuxième niveau national en Belgique. Il oppose 16 équipes, qui s'affrontent deux fois chacune en matches aller-retour.
La compétition retrouve son rythme normal malgré le maintien du tour final pour la montée. Le champion est directement promu en Division 1, tandis qu'un tour final opposant quatre formations désigne le second montant. À l'autre bout du classement, les deux derniers sont relégués en Division 3 en vue de la saison suivante.
Devancé par La Louvière lors du tour final, deux saisons plus tôt, Boom enlève le titre en résistant à un trio qui doit se contenter du tour final.
Cette triplette de prétendants est composée d'Eisden, de Trond et de la Royale Union, tout fraîchement remontée de D3.
Pour la première fois le tour final ne concerne pas les équipes classées de la 2e à la 5e place. Conformément le classement des trois périodes distinctives en prépondérant. C'est ainsi qu'en plus du 2e classé, qualifié d'office, on retrouve dans le mini-championnat, la Royale Union (4e, La Louvière (5e) et THOR Waterschei 7e.
Notons que les Loups avaient assuré leur maintien en Division 1 (14e sur 19), mais avaient été sanctionnés à la suite d'une sombre et triste affaire de corruption. Comme lors de sa première montée, c'est via le tour final que le matricule 93 regagne sa place parmi l'élite.
En bas de classement, Eupen est rapidement distancé. La lutte pour éviter le deuxième siège descendant est perdu par Turnhout. Ces deux formations mettront du temps à revenir en D2. Le cercle campinois doit attendre 13 saisons, alors que pour les Germanophones c'est le double de temps, soit plus d'un quart de siècle (26 ans) qui va s'écouler . Le matricule 4276 va connaître deux descentes en Promotion aveant de revenir dans l'antichambre de l'élite.

## Clubs participants
Les matricules en gras indiquent les clubs qui existent toujours aujourd'hui, les autres ont disparu.
| #  | Nom                                           | Mat. | Ville         | Stades                   | En D2 depuis (série) | Total en D2 | Saison précéd.   |
| -- | --------------------------------------------- | ---- | ------------- | ------------------------ | -------------------- | ----------- | ---------------- |
| 1  | Koninklijke Berchem Sport                     | 28   | Berchem       | Het Rooi                 | 1976-1977 (1er)      | 19e         | Division 1, 18e  |
| 2  | Koninklijke Racing Club Mechelen              | 24   | Malines       | O. Van Kesbeeck          | 1976-1977 (1er)      | 25e         | Division 1, 19e  |
| 3  | Royale Association Athlétique Louviéroise     | 93   | La Louvière   | du Tivoli                | 1976-1977 (1er)      | 4e          | Division 1, 14e  |
| 4  | Koninklijke Athletoische Associatie Gent      | 7    | Gand          | Jules Otten              | 1975-1976 (2e)       | 17e         | 12e              |
| 5  | Koninklijke Vanneste Genoostschap Oostende    | 31   | Ostende       | ??                       | 1974-1975 (3e)       | 7e          | 7e               |
| 6  | Koninklijke Football Club Diest               | 41   | Diest         | De Warande               | 1975-1975 (2e)       | 11e         | 2e               |
| 7  | Koninklijke Sportklub Tongeren                | 54   | Tongres       | Stedelijke               | 1971-1972 (6e)       | 18e         | 5e               |
| 8  | Koninklijke Boom Football Club                | 58   | Boom          | du Parc communal de Boom | 1971-1972 (6e)       | 32e         | 13e              |
| 9  | Koninklijke Football Club Turnhout            | 148  | Turnhout      | Stade Villapark          | 1968-1969 (9e)       | 36e         | 9e               |
| 10 | Koninklijke Sint-Niklaasse Sportkring         | 221  | Saint-Nicolas | Stade Puyenbeke          | 1964-1965 (13e)      | 30e         | 10e              |
| 11 | Royal Olympic Montignies                      | 246  | Charleroi     | de La Neuville           | 1975-1975 (2e)       | 14e         | 11e              |
| 12 | Koninklijke Sint-Truidense Voetbal Vereniging | 373  | Saint-Trond   | Stayen                   | 1974-1975 (3e)       | 12e         | 8e               |
| 13 | Kon. Waterschei Sport Verningin THOR Genk     | 553  | Genk          | André Dumont             | 1974-1975 (3e)       | 24e         | 3e               |
| 14 | Patro Eisden                                  | 3434 | Eisden        | ??                       | 1975-1976 (2e)       | 15e         | 6e               |
| 15 | Royale Union                                  | 10   | St-Gilles     | Joseph Marien            | 1976-1977 (1er)      | 9e          | Division 3A, 1er |
| 16 | Allgemeine Sportvereinigung Eupen             | 4276 | Eupen         | Kehrweg                  | 1976-1977 (1er)      | 6e          | Division 3B, 1er |

### Localisation des clubs
| \| VG Oostende Gand St-Nicolas Berchem RC Mechelen Boom Turnhout Diest R. Union Waterschei Tongres Eisden St-Trond Eupen Olympic La Louvière \| Localisation des clubs engagés en Division 2 1976-1977 |
| VG Oostende Gand St-Nicolas Berchem RC Mechelen Boom Turnhout Diest R. Union Waterschei Tongres Eisden St-Trond Eupen Olympic La Louvière                                                              |

## Classements & Résultats
Légende
- Champion de Belgique de Division 2 1977 et promu en Division 1 la saison suivante
- Club qualifié pour le tour final pour la montée en Division 1
- Club relégué en Division 3 la saison suivante

Abréviations
 : club promu de Division 3 depuis la saison précédente

 : club relégué de Division 1 depuis la saison précédente

### Classement final
| Rang | Équipe                     | Pts | J  | G  | N  | P  | Bp | Bc | Diff |
| ---- | -------------------------- | --- | -- | -- | -- | -- | -- | -- | ---- |
| 1    | K. BOOM FC                 | 39  | 30 | 14 | 11 | 5  | 35 | 24 | +11  |
| 2    | Patro Eisden               | 35  | 30 | 13 | 9  | 8  | 41 | 30 | +11  |
| 3    | K. Sint-Truidense VV       | 35  | 30 | 13 | 9  | 8  | 41 | 31 | +10  |
| 4    | Royale Union               | 35  | 30 | 13 | 9  | 8  | 48 | 39 | +9   |
| 5    | R. AA Louviéroise          | 34  | 30 | 13 | 8  | 9  | 48 | 40 | +8   |
| 6    | K. RC Mechelen             | 34  | 30 | 12 | 10 | 8  | 48 | 47 | +1   |
| 7    | K. Waterschei SV THOR Genk | 33  | 30 | 10 | 13 | 7  | 39 | 27 | +12  |
| 8    | K. AA Gent                 | 32  | 30 | 14 | 4  | 12 | 55 | 40 | +15  |
| 9    | K. Berchem Sport           | 31  | 30 | 10 | 11 | 9  | 31 | 24 | +7   |
| 10   | R. Olympic de Montignies   | 29  | 30 | 9  | 11 | 10 | 28 | 46 | -18  |
| 11   | K. SK Tongeren             | 28  | 30 | 9  | 10 | 11 | 33 | 40 | -7   |
| 12   | K. FC Diest                | 27  | 30 | 8  | 11 | 11 | 35 | 40 | -5   |
| 13   | K. VG Oostende             | 26  | 30 | 8  | 10 | 12 | 31 | 33 | -2   |
| 14   | K. Sint-Niklaasse SK       | 25  | 30 | 8  | 9  | 13 | 39 | 46 | -7   |
| 15   | K. FC Turnhout             | 22  | 30 | 6  | 10 | 14 | 34 | 45 | -11  |
| 16   | AS Eupen                   | 15  | 30 | 4  | 7  | 19 | 29 | 63 | -34  |

### Résultats des rencontres
Avec seize clubs engagés, 240 matches sont au programme de la saison.
| Résultats (▼dom., ►ext.)                                   | AAG | BSP | BOO | DIE | EUP | LOU | OLY | VGO | PAT | RCM | NIK | STT | TON | TUR | USG | WAT |
| K. AA Gent                                                 |     | 2-1 | 2-0 | 3-0 | 6-2 | 0-2 | 1-2 | 1-0 | 3-3 | 5-1 | 3-0 | 3-1 | 5-2 | 0-2 | 0-1 | 2-1 |
| K. Berchem Sport                                           | 1-0 |     | 0-0 | 3-0 | 3-1 | 0-1 | 1-1 | 2-0 | 0-0 | 1-2 | 0-1 | 2-0 | 1-1 | 1-0 | 2-2 | 1-1 |
| K. Boom FC                                                 | 0-0 | 1-0 |     | 1-1 | 2-1 | 3-3 | 1-0 | 2-1 | 1-0 | 3-1 | 0-0 | 1-1 | 2-1 | 2-1 | 3-0 | 0-0 |
| K. FC Diest                                                | 1-0 | 0-0 | 2-3 |     | 1-0 | 4-1 | 0-0 | 3-0 | 2-1 | 1-1 | 3-1 | 0-0 | 0-0 | 2-2 | 4-0 | 1-0 |
| AS Eupen                                                   | 1-3 | 0-2 | 0-1 | 3-0 |     | 1-1 | 1-1 | 0-0 | 1-4 | 2-0 | 3-2 | 0-0 | 1-1 | 2-2 | 0-1 | 2-1 |
| R. AA Louvièroise                                          | 2-2 | 1-0 | 2-1 | 3-1 | 1-0 |     | 2-3 | 2-0 | 0-2 | 1-1 | 1-2 | 1-1 | 1-2 | 2-1 | 6-2 | 0-0 |
| R. Olympic Montignies                                      | 0-1 | 0-1 | 1-0 | 1-0 | 5-4 | 0-4 |     | 0-0 | 1-0 | 2-2 | 2-1 | 1-3 | 1-0 | 1-1 | 0-0 | 1-1 |
| K. VG Oostende                                             | 1-0 | 0-0 | 1-1 | 1-0 | 4-0 | 0-0 | 1-1 |     | 4-0 | 3-0 | 0-2 | 0-2 | 1-4 | 4-1 | 2-0 | 3-2 |
| Patro Eisden                                               | 2-1 | 2-0 | 1-2 | 1-1 | 1-0 | 1-0 | 2-0 | 0-0 |     | 2-3 | 3-0 | 0-1 | 1-2 | 2-0 | 2-1 | 1-1 |
| K. RC Mechelen                                             | 2-1 | 1-1 | 1-0 | 3-2 | 3-0 | 0-0 | 7-0 | 2-2 | 1-1 |     | 4-1 | 2-1 | 1-0 | 0-0 | 0-2 | 1-0 |
| K. St-Niklaasse SK                                         | 0-2 | 1-2 | 0-0 | 3-3 | 6-1 | 0-1 | 1-1 | 1-1 | 1-2 | 5-2 |     | 3-0 | 1-0 | 1-1 | 1-1 | 1-0 |
| K. St-Truidense VV                                         | 3-1 | 2-1 | 0-0 | 3-1 | 2-0 | 4-2 | 4-0 | 2-0 | 1-1 | 3-0 | 3-0 |     | 0-3 | 1-0 | 1-3 | 0-3 |
| K. SK Tongeren                                             | 2-1 | 2-2 | 0-2 | 4-1 | 1-1 | 1-3 | 1-2 | 0-0 | 0-0 | 0-3 | 1-0 | 2-1 |     | 1-2 | 1-0 | 0-0 |
| K. FC Turnhout                                             | 0-4 | 0-2 | 1-2 | 0-0 | 3-0 | 1-3 | 3-0 | 2-1 | 1-2 | 2-2 | 2-2 | 0-0 | 1-1 |     | 3-2 | 1-2 |
| Royal Union                                                | 5-1 | 1-1 | 3-1 | 1-0 | 4-1 | 4-0 | 1-1 | 2-1 | 0-2 | 5-1 | 2-2 | 0-0 | 0-0 | 2-1 |     | 2-1 |
| K. Waterschei SV THOR                                      | 2-2 | 1-0 | 0-0 | 1-1 | 2-1 | 3-2 | 2-0 | 1-0 | 2-2 | 1-1 | 2-0 | 1-1 | 6-0 | 1-0 | 1-1 |     |
| - Victoire à domicile - Match nul - Victoire à l'extérieur |     |     |     |     |     |     |     |     |     |     |     |     |     |     |     |     |

## La saison en bref
Depuis la saison 1974-1975, l'URBSFA a mis sur pied un système de « périodes ». Le principe est que la compétition de 30 rencontres est partagée en 3 périodes de 10 rencontres: (1 à 10, 11 à 20 et 21 à 30).
- Un classement distinct est établi par "période". Les trois vainqueurs de période se qualifient le tour final où il accompagne le 2e du classement général final.
- Un vainqueur de période ne peut pas prendre part au tour final s'il termine à une des deux places relégables. Familièrement, les "périodes" sont fréquemment appelées "tranches".

### 1repériode
Cette période concerne les 10 premières journées. Elle est disputée du 4 septembre 1976 au 14 novembre 1976. Toutes les rencontres de la 10e journée se jouent le même jour à la même heure.

### 2epériode
Cette période concerne les matches des journées n°11 à 20. Elle est disputée du 21 novembre 1976 au 13 février 1977. Toutes les rencontres de la 20e journée se jouent le même jour à la même heure.

### 3epériode
Cette période concerne les 10 dernières journées. Elle est disputée du 19 février 1977 au 8 mai 1976. Toutes les rencontres des 29e et 30e journée se jouent le même jour à la même heure.

## Tour final

### Participants
Patro Eisden (2e du général), Royale Union (victorieuse d'une période), R. AA Louviéroise (victorieuse d'une période), THOR Waterschei (victorieux d'une période) .

### Classement final
L'ordre des matchs du tour final est désigné par un tirage au sort, effectué au siège de l'URBSFA
Légende
- Club promu en Division 1 la saison suivante

| Rang | Équipe            | Pts | J | G | N | P | Bp | Bc | Diff |  | Résultats (▼ dom., ► ext.) | LOU | WAT | USG | EIS |
| ---- | ----------------- | --- | - | - | - | - | -- | -- | ---- |  | -------------------------- | --- | --- | --- | --- |
| 1    | R. AA Louviéroise | 9   | 6 | 4 | 1 | 1 | 11 | 3  | +8   |  | R. AA Louviéroise          |     | 1-1 | 3-0 | 3-0 |
| 2    | THOR Waterschei   | 7   | 6 | 2 | 3 | 1 | 9  | 6  | +3   |  | THOR Waterschei            | 2-1 |     | 3-0 | 0-0 |
| 3    | Royale Union      | 4   | 6 | 2 | 0 | 4 | 5  | 12 | -7   |  | Royale Union               | 0-2 | 3-2 |     | 2-1 |
| 4    | Patro Eisden      | 4   | 6 | 1 | 2 | 3 | 3  | 7  | -4   |  | Patro Eisden               | 0-1 | 1-1 | 1-0 |     |

### Résumé du Tour final
La Royale Union prend le meilleur départ lors de la journée initiale, mais les rèves de retour en Division 1 ne dure guère (il ne se concrétiseront d'ailleurs jamais dans le s45 ans qui suivent). Après la journée 2, les « Thorians de Waterschei » prennent la tête à la faveur de leur meilleure différence de buts. Mais comme deux ans auparavant, les ambitions des « Jaunes et Noirs » sont freinéexs lors des derbies contre l'autre formation limbourgeoise de ce tour final. Contraint deux fois au partage, le « matricule 553 » doit laisser La Louvière, qui bat deux fois l'Union, prendre ses distances.
La victoire de Waterschei (2-1) contre les « Loups » lors de la journée 5, semble relancer la mini-compétition puisque les deux formations totalisent 7 points. La Louvière a « un but de mieux ». Lors de la journée de clôture, les Hennuyers ne tremblent pas contre le Patro (3-0). Waterschei, qui doit gagner, avec 5 buts d'écart est défait au stade Marien (3-2). Le « matricule 93 » reprend l'ascenseur vers l'élite qu'il a quittée douze mois plus tôt.

## Meilleur buteur (hors tour final)
- Patrick Gorez (R. AA Louviéroise) avec 16 buts.

## Récapitulatif de la saison
- Champion : K. Boom FC (2e titre de Division 2)
- 19e titre de champion de Division 2 pour la province d'Anvers

| Région flamande (11)            | Région flamande (11) | Province de Brabant (2)      | Province de Brabant (2) | Région wallonne (3)    | Région wallonne (3) |
| ------------------------------- | -------------------- | ---------------------------- | ----------------------- | ---------------------- | ------------------- |
| Province d'Anvers               | 4                    | Région de Bruxelles-Capitale | 1                       | Province de Hainaut    | 2                   |
| Province de Flandre-Occidentale | 1                    | Province du Brabant flamand  | 1                       | Province de Liège      | 1                   |
| Province de Flandre-Orientale   | 2                    | Province du Brabant wallon   | 0                       | Province de Luxembourg | 0                   |
| Province de Limbourg            | 4                    |                              |                         | Province de Namur      | 0                   |

1. ↑  Au niveau footballistique, la province de Brabant est toujours unitaire malgré sa partition territoriale en 1995.

### Admission et relégation
Le K. Boom FC et la R. AA Louviéroise sont promus en Division 1 d'où sont relégués le KV Mechelen et l'AS Oostende.
Le R. FC Turnhout et l'AS Eupen sont renvoyés en Division 3; d'où sont promus l'Eendracht Alost et Hasselt.

### Bilan de la saison
| Championnat de Belgique de football de deuxième division 1976-1977 |                       |
| Champion                                                           | K. Boom FC (2e titre) |
| Dauphin                                                            | Patro Eisden          |
| Promotions et relégations                                          |                       |
| Promus en Division 2                                               | K. SC Eendracht Aalst |
| Promus en Division 2                                               | K.SC Hasselt          |
| Relégués en Division 3                                             | K. FC Turnhout        |
| Relégués en Division 3                                             | AS Eupen              |